# Ana Amicarella
Ana Amicarella (9 de abril de 1966) es un nadadora venezolana. Compitió en el evento femenino solo en los Juegos Olímpicos de Los Ángeles de 1984.